# 1791년 프랑스 헌법

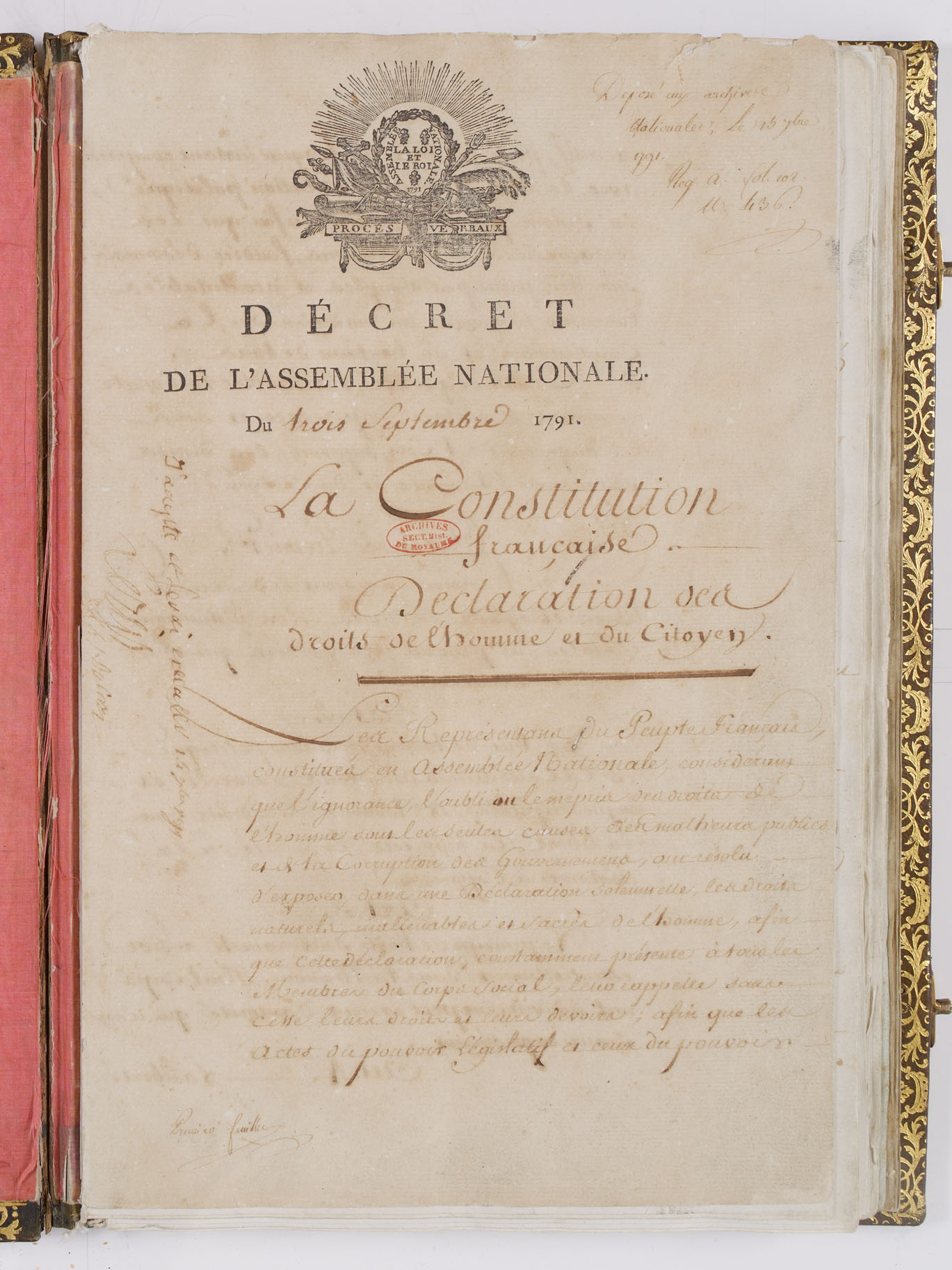
1791년 프랑스 헌법

1791년 프랑스 헌법(Constitution de 1791)은 1791년 9월 3일 제정된 프랑스 최초의 헌법이다.

## 개요
1789년 6월 9일 테니스 코트의 서약 이후 헌법제정국민의회는 헌법을 제정할 뜻을 표하고, 7월 9일에는 국민의회는 "입헌의회"(Assemblée nationale constituante)로 개칭하여 입헌 체제 확립에 착수했다.
그러나 7월 14일 바스티유 감옥 습격 사건을 계기로 프랑스 혁명이 시작되고, 《프랑스 인권 선언》이 채택되고 또한 《성직자기본법》의 제정 등 우여곡절을 거쳐 1791년 9월 3일 처음으로 헌법이 제정되게 되었다.
이 헌법으로 프랑스는 입헌군주국으로 왕권신수설을 버린 국왕은 "국가 대표"의 지위로 세비를 받는 한 관료로 규정되었다. 입법 의회는 일원제로, 745명의 의원으로 구성되며, 임기는 2년이며, 선거권은 소득 금액에 따른 제한된 선거권이었다. 따라서 국민의 대다수를 차지하는 농민과 빈민은 정치에서 배제되었고, 그들의 불만은 쌓일 수밖에 없었다.
헌법의 내용은 혁명파, 반혁명파의 타협의 산물이며 혁명의 혼란종식이 목적인 헌법이라고 할 수 있다. 따라서 이 헌법에 의해 10월 입법 의회가 조직된다. 혁명의 혼란을 거슬러, 1792년 8월 10일 튈르리 궁전 습격으로 《1791년 프랑스 헌법》은 사실상 파탄에 이르게 된다.

## 같이 보기
- 프랑스 혁명
- 1793년 프랑스 헌법
- 공화력 3년 헌법 (1795년 프랑스 헌법)
- 공화력 8년 헌법 (1799년 프랑스 헌법)